# Emilio Castelar y Ripoll
Emilio Castelar y Ripoll (Cadis, 7 de setembre de 1832 - San Pedro del Pinatar —Múrcia—, 25 de maig de 1899), polític i escriptor espanyol, fou el quart i últim president de la Primera República Espanyola, en la seva variant federal. El seu mandat, iniciat al setembre de 1873, va durar quatre mesos escassos, temps que gairebé igualava el del primer president i superava per molt els del segon —que fou de trenta-vuit dies— i tercer —de cinquanta-un dies. Així, en aquell any 1873, es va viure a Espanya l'abdicació voluntària d'un rei i el govern de tres presidents de l'estrenada República.

## Biografia
La restauració absolutista de 1814 de Ferran VII va obligar el seu pare, Manuel Castelar, a exiliar-se en Gibraltar durant set anys per haver estat condemnat a mort acusat d'afrancesat. A la mort sobtada del seu pare, Castelar comptava només amb set anys i es va traslladar a Elda amb la família de la seva mare. Ja de petit, i gràcies a l'influx de la seva mare, era un lector insaciable, el que es traduïa en un rendiment escolar molt alt. Va estudiar Dret i Filosofia en la Universitat de Madrid, juntament amb homes que seran els seus adversaris polítics més tard, com Antonio Cánovas del Castillo, i va obtenir una càtedra d'Història Filosòfica i Crítica d'Espanya (1857). Durant el temps dels seus estudis va poder col·laborar amb l'Escola Normal de Filosofia, fet que li va permetre ajudar a salvar les penúries de la seva família.

## Vida política
Quan acabà la seva formació es va dedicar de ple a la lluita política, canalitzada a través del periodisme. Va passar per diversos diaris, com El Tribuno del Pueblo, La Soberanía Nacional i La Discusión, fins que fundà el seu propi en 1864: La Democracia. El seu primer discurs el va realitzar el 25 de setembre de 1854 durant un míting del Partit Demòcrata en Madrid i des d'aquest moment, no només els assistents, sinó també la premsa madrilenya, el tingueren per un orador excepcional i un defensor a ultrança de la llibertat i la democràcia.

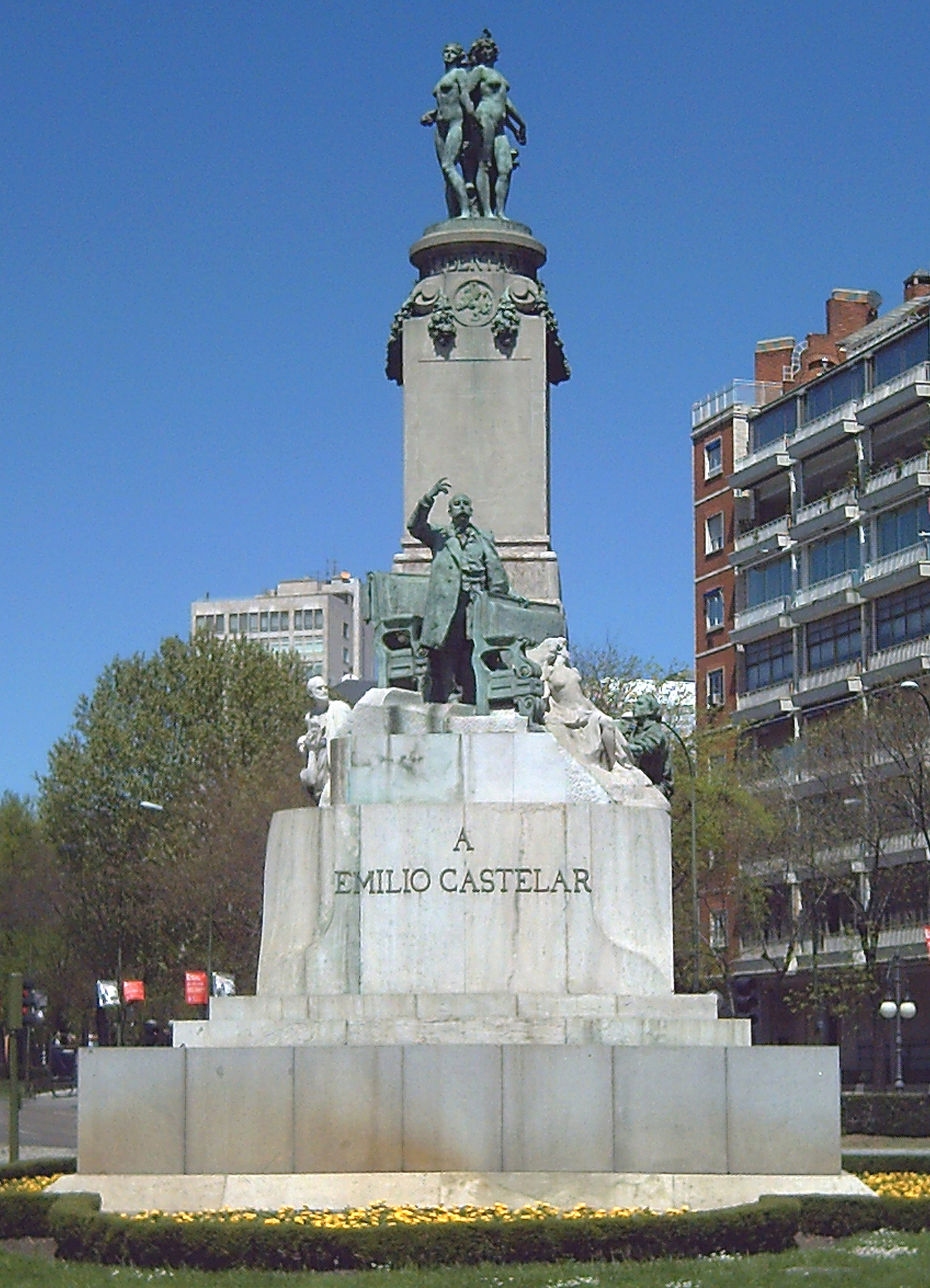
Monument erigit en honor d'Emilio Castelar a Madrid.

Defensava un republicanisme democràtic i liberal, que l'enfrontava a la tendència més socialitzant de Pi i Margall. Des d'aquestes posicions va lluitar tenaçment contra el règim d'Isabel II, arribant a criticar directament la conducta de la reina en el seu article «El tret» (1865). En represàlia per aquell escrit va ser destituït de la seva càtedra d'Història Crítica i Filosòfica d'Espanya en la Universitat Central de Madrid que ocupava des de 1857, provocant revoltes estudiantils i de professors contra el seu cessament que van ser reprimides pel govern de forma sagnant en el qual es va denominar la «Nit de San Daniel» el 10 d'abril de 1865. El govern de Narváez dimiteix i és substituït per O'Donnell, que restituirà la càtedra a Castelar. Més tard va intervenir en la frustrada insurrecció de la Caserna de San Gil de 1866, i va ser condemnat a mort, però va aconseguir fugir a França en un exili de dos anys.
Va participar en la Revolució de 1868 que va destronar Isabel II, però no va aconseguir que conduís a la proclamació de la República. Va ser diputat en les immediates Corts constituents, en les quals va destacar per la seva capacitat d'oratòria, especialment durant la seva defensa de la llibertat de cultes (1869). Va seguir defensant l'opció republicana dintre i fora de les Corts fins que l'abdicació d'Amadeu I d'Espanya va provocar la proclamació de la Primera República (1873). Durant el primer govern republicà, presidit per Estanislau Figueras, va ocupar la cartera d'Estat, des de la qual va adoptar mesures com l'eliminació dels títols nobiliaris o l'abolició de l'esclavitud a Puerto Rico. Però el règim pel qual tant havia lluitat es descomponia ràpidament, estripat per les disputes ideològiques entre els seus líders, aïllat per l'hostilitat de l'Església, la noblesa, l'exèrcit i les classes acomodades, i acorralat per la insurrecció cantonal, la represa de la Tercera Guerra Carlina i la recrudescència de la rebel·lió independentista a Cuba.
La Presidència va anar passant de mà en mà: de Figueras a Pi i Margall al juny, i d'aquest a Salmerón al juliol, fins a arribar a Castelar al setembre. Per a tractar de salvar el règim va suspendre les reunions de Corts, va mobilitzar homes i recursos i va encarregar el comandament de les operacions a militars professionals, encara que de dubtosa fidelitat a la República. Quan es van reprendre les sessions de Corts al començament de 1874, Castelar va presentar la seva dimissió el 2 de gener, després de perdre una votació parlamentària, la qual cosa va determinar la immediata intervenció del general Pavía, que va donar un cop d'estat dissolent les Corts i creant un buit de poder que va aprofitar el general Serrano per a autoproclamar-se president del Poder Executiu.
Liquidada així la Primera República, el pronunciament d'Arsenio Martínez Campos va venir a restablir la Monarquia, proclamant rei Alfons XII. Castelar s'exilià a París. Després de tornar d'un llarg viatge, Castelar va ingressar en la Reial Acadèmia Espanyola i en la d'Història i va tornar a la política, encarnant en les Corts de la Restauració l'opció dels republicans «possibilistes» que aspiraven a democratitzar el règim des de dins. Quan, en els anys noranta, es van aprovar les lleis del jurat i del sufragi universal, Castelar es va retirar de la vida política, aconsellant als seus partidaris la integració en el Partit Liberal de Sagasta (1893).